# Gassan
Gassan è un dipartimento del Burkina Faso classificato come comune, situato nella provincia  di Nayala, facente parte della Regione di Boucle du Mouhoun.
Il dipartimento si compone del capoluogo e di altri 24 villaggi: Balanso, Djimbara, Dièrè, Djin, Goni, Korombéré, Kossé, Koussiba, Koussidian, Laraba, Larè, Léry, Lesséré, Moara-Grand, Moara-Petit, Soni, Soroni, Soro, Téri-Rimaïbé, Téri-Samo, Tissi, Toubani, Warou e Zaba.